# Commonwealth Games 2018/Bowls
Bei den Commonwealth Games 2018 in Gold Coast, Australien, fanden im Bowls zehn Wettbewerbe statt. Austragungsort war das Broadbeach Bowls Club.
Erfolgreichste Nation war Australien, das fünf der zehn Wettbewerbe gewann. Darüber hinaus gewann die australischen Sportler zwei Silbermedaillen.

## Männer

### Einer
| Platz | Land | Sportler      |
| ----- | ---- | ------------- |
| 1     | AUS  | Aaron Wilson  |
| 2     | CAN  | Ryan Bester   |
| 3     | ENG  | Robert Paxton |

Finale:
13. April 2018

### Doppel
| Platz | Land | Sportler                         |
| ----- | ---- | -------------------------------- |
| 1     | WAL  | Daniel Salmon Marc Wyatt         |
| 2     | SCO  | Paul Foster Alex Marshall        |
| 3     | COK  | Taiki Paniani Aidan Zittersteijn |

Finale:
9. April 2018

### Dreier
| Platz | Land | Sportler                                  |
| ----- | ---- | ----------------------------------------- |
| 1     | SCO  | Darren Burnett Derek Oliver Ronnie Duncan |
| 2     | AUS  | Aron Sherriff Barrie Lester Nathan Rice   |
| 3     | NFK  | Hadyn Evans Phil Jones Ryan Dixon         |

Finale:
8. April 2018

### Vierer
| Platz | Land | Sportler                                             |
| ----- | ---- | ---------------------------------------------------- |
| 1     | SCO  | Derek Oliver Ronnie Duncan Paul Foster Alex Marshall |
| 2     | AUS  | Aron Sherriff Barrie Lester Brett Wilkie Nathan Rice |
| 3     | ENG  | David Bolt Jamie Chestney Louis Ridout Sam Tolchard  |

Finale:
13. April 2018

## Frauen

### Einer
| Platz | Land | Sportlerin     |
| ----- | ---- | -------------- |
| 1     | NZL  | Jo Edwards     |
| 2     | WAL  | Laura Daniels  |
| 3     | RSA  | Colleen Piketh |

Finale:
8. April 2018

### Doppel
| Platz | Land | Sportlerinnen                   |
| ----- | ---- | ------------------------------- |
| 1     | MYS  | Emma Firyana Saroji Siti Zalina |
| 2     | RSA  | Colleen Piketh Nicolene Neal    |
| 3     | SCO  | Claire Johnston Lesley Doig     |

Finale:
13. April 2018

### Dreier
| Platz | Land | Sportlerinnen                                 |
| ----- | ---- | --------------------------------------------- |
| 1     | AUS  | Carla Krizanic Natasha Scott Rebecca Van Asch |
| 2     | SCO  | Caroline Brown Kay Moran Stacey McDougall     |
| 3     | ENG  | Ellen Falkner Katherine Rednall Sian Honnor   |

Finale:
12. April 2018

### Vierer
| Platz | Land | Sportlerinnen                                                  |
| ----- | ---- | -------------------------------------------------------------- |
| 1     | AUS  | Carla Krizanic Kelsey Cottrell Natasha Scott Rebecca Van Asch  |
| 2     | RSA  | Elma Davis Esme Kruger Johanna Snyman Nicolene Neal            |
| 3     | MLT  | Connie-Leigh Rixon Rebecca Rixon Rosemaree Rixon Sharon Callus |

Finale:
9. April 2018

## Para

### Mixed-Doppel
| Platz | Land | Sportler                           |
| ----- | ---- | ---------------------------------- |
| 1     | AUS  | Jake Fehlberg Lynne Seymour        |
| 2     | RSA  | Philippus Walker Nozipho Schroeder |
| 3     | WAL  | Gilbert Miles Julie Thomas         |

Finale:
11. April 2018

### Dreier
| Platz | Land | Sportler                                       |
| ----- | ---- | ---------------------------------------------- |
| 1     | AUS  | Josh Thornton Ken Hanson Tony Bonnell          |
| 2     | NZL  | Barry Wynks Bruce Wakefield Mark Noble         |
| 3     | RSA  | Christopher Patton Tobias Botha Willem Viljoen |

Finale:
12. April 2018

## Medaillenspiegel
| Platz | Land         | Gold | Silber | Bronze | Gesamt |
| ----- | ------------ | ---- | ------ | ------ | ------ |
| 1     | Australien   | 5    | 2      | —      | 7      |
| 2     | Schottland   | 2    | 2      | 1      | 5      |
| 3     | Wales        | 1    | 1      | 1      | 3      |
| 4     | Neuseeland   | 1    | 1      | —      | 2      |
| 5     | Malaysia     | 1    | —      | —      | 1      |
| 6     | Südafrika    | —    | 3      | 2      | 5      |
| 7     | Kanada       | —    | 1      | —      | 1      |
| 8     | England      | —    | —      | 3      | 3      |
| 9     | Cookinseln   | —    | —      | 1      | 1      |
| 9     | Malta        | —    | —      | 1      | 1      |
| 9     | Norfolkinsel | —    | —      | 1      | 1      |